# Nouveau PSI
 (novembre 2017).
Si vous disposez d'ouvrages ou d'articles de référence ou si vous connaissez des sites web de qualité traitant du thème abordé ici, merci de compléter l'article en donnant les références utiles à sa vérifiabilité et en les liant à la section « Notes et références ».
Pour les articles homonymes, voir Nouveau Parti socialiste.
Le Nouveau PSI (en italien : Nuovo PSI, abrégé en NPSI) est un parti politique italien. PSI est l'acronyme de Parti socialiste italien (Partito socialista italiano).
Il est créé le 19 janvier 2001 sur l'impulsion d'anciens membres du défunt Parti socialiste italien qui souhaitaient soutenir l'action politique de Silvio Berlusconi, tout en défendant la mémoire de Bettino Craxi. 
Le 29 mars 2009, le NPSI adhère au Peuple de la liberté mais continue parfois de se présenter à part lors des élections locales.

## Histoire
Lors des élections générales de 2001, le NPSI, qui fait partie de la Maison des libertés, obtient trois députés à la Chambre des députés et un sénateur au Sénat — qui font partie du groupe mixte et se sont regroupés avec des libéraux et des républicains (pour former un sous-groupe de six députés).
Le 15 avril 2005, de même que les ministres de l'UDC, ceux du Nouveau PSI ont quitté le gouvernement de Silvio Berlusconi, et se placent dans un soutien externe au gouvernement. Ses représentants au gouvernement Berlusconi II étaient au nombre de deux :
- Stefano Caldoro, ministre délégué à l'Instruction publique (Éducation nationale), nommé en juin 2001, secrétaire d'État auprès du ministère de l'Instruction, de l'Université et de la Recherche, puis depuis décembre 2004, ministre délégué ;
- Nanni Ricevuto, secrétaire d'État aux Infrastructures et au Transport (depuis le 30 décembre 2004)

Le 23 avril 2005, Stefano Caldoro prête serment comme ministre (sans portefeuille) chargé de la Mise en œuvre du programme gouvernemental, dans le gouvernement Berlusconi bis, ce qui est une promotion pour l'intéressé.
- Mauro Del Bue, devient secrétaire d'État aux Infrastructures ;
- Nanni Ricevuto, devient ministre délégué à l'Éducation.

Au total le NPSI a obtenu deux promotions et un secrétaire d'État supplémentaire dans le Berlusconi III.
Les députés du NPSI étaient alors non-inscrits au Parlement européen et alliés avec des libéraux et des républicains au sein de la Chambre des députés, alors que le SDI était membre du Parti socialiste européen. Les deux députés NPSI ont rejoint le groupe du PSE en 2007, dans le cadre du néo-Parti socialiste.
Lors de son Ve congrès, en octobre 2005, le NPSI, Bobo Craxi, porte-parole du NPSI, envisage la réunion avec les socialistes restés à gauche et une alliance avec le Parti radical italien, au sein de la Rose au poing et de quitter rapidement le gouvernement et l'alliance avec la droite. Il a aussi prétendu avoir été élu secrétaire à la place de Gianni De Michelis qui, au contraire, a été confirmé par la justice italienne dans ce rôle. Ce jugement a provoqué le départ de Bobo Craxi avec certains dirigeants. Ceux-ci ont créé un nouveau mouvement, Les Socialistes, qui a rejoint la coalition de la Démocrates de gauche, tandis que le NPSI constituait une coalition avec la Démocratie chrétienne pour les autonomies, l'une des innombrables formations issues de la DC historique. D'autres membres du Parti, hostile à cet accord, créaient alors les Socialistes réformistes.
En juin 2007, une ultérieure scission en deux mouvements : Gianni De Michelis et Mauro Del Bue adhèrent à une Constituante socialiste qui finit par former le Parti socialiste. Le restant, dirigé par Stefano Caldoro continue de préférer l'alliance avec la Maison de la liberté (puis Le Peuple de la liberté. Se déroulent deux congrès parallèles, contestés. Le nom de NPSI reste aux mains de Caldoro.
En 2008, le NPSI, dirigé par Stefano Caldoro depuis juin 2007, rejoint Le Peuple de la liberté.

## Élus
- Aux élections européennes de 2004 le NPSI élit deux députés au Parlement européen (élus sur une liste « Socialisti Uniti » qui a recueilli 664 463 voix, soit 2,04 % des suffrages, ), non-inscrits, puis membre du groupe du Parti socialiste européen :
  - Gianni De Michelis, ancien ministre des Affaires étrangères ;
  - Alessandro Battilocchio, le plus jeune député du Parlement européen, élu avec seulement 9 504 voix de préférence (77e sur 78).

- Aux élections générales italiennes de 2008 le parti obtient trois députés, élus avec le soutien de Forza Italia, et un sénateur:
  - Vittorio Craxi, le fils de Bettino Craxi ;
  - Vincenzo Milioto ;
  - Chiara Moroni, fille de l'On. Moroni, suicidé après avoir reconnu sa culpabilité lors de l'opération Mains propres ;
  - Franco Crinò, vice-président du groupe mixte au Sénat.

- Aux élections générales italiennes de 2013 le parti obtient un sénateur, élu dans la liste du Peuple de la liberté:
  - Lucio Barani, secrétaire du Nouveau PSI.